# Compagnie des Manufactures de Glaces et Verres de Saint-Quirin, Cirey et Monthermé

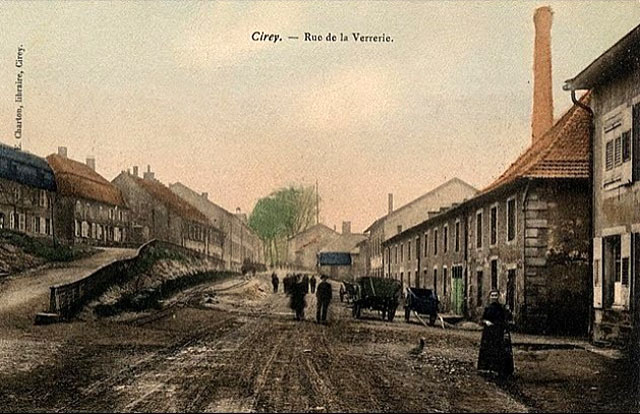
Cirey – Rue de la Verrerie

Die Compagnie des Manufactures de Glaces et Verres de Saint-Quirin, Cirey et Monthermé war ein französischer Hersteller von Glas und Spiegeln mit Sitz in Paris und Fabrikations-Standorten in Saint-Quirin, Cirey-sur-Vezouze und Monthermé.

## Geschichte

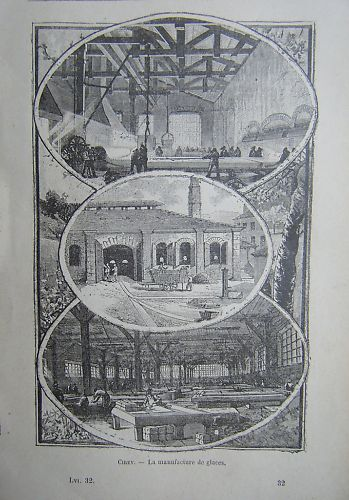
Verrerie de Cirey, um 1880

Die Glashütte in Cirey-sur-Vezouze wurde um 1760 von Nicolas Jeannequin de Lorquin gegründet. Sie war auf Spiegelglas spezialisiert.
Die Firma Jean-Auguste Chevandier et Cie., die die Glashütten in Saint-Quirin und Monthermé in den französischen Ardennen betrieb, erwarb um 1840 die Manufacture de Glaces de Cirey, die seitdem als Aktiengesellschaft mit einem Kapital von 8 Mio. Franc, das auf 960 Aktien aufgeteilt war, geführt wurde.
Georges und sein Bruder Eugène Chevandier de Valdrôme übernahmen 1865 das Unternehmen von ihrem Vater. 1848 erwarben die Manufactures de Saint-Gobain das Unternehmen. Nach dem Ersten Weltkrieg wurde es neu firmiert und seine Fabrikanlagen in Cirey in den 1930er Jahren vergrößert. Die Produktion wurde ab 1938 heruntergefahren, bevor sie 1939 endgültig eingestellt wurde.

## Werksbahn
Um 1880 verlegte das Unternehmen in Cirey-sur-Vezouze zum werksinternen Transport von Sand und Kohle eine mit zwei Dampflokomotiven betriebene Decauville-Bahn mit einer Spurweite von 500 mm. Es handelte sich um die erste mit Dampflokomotiven betriebene Decauville-Bahn in einer Glashütte.
| Nr.              | Baujahr | Bauart | Spurweite | Leer- gewicht | Dienst- gewicht | Name                   | Betreiber                         | Nach- weise       |
| ---------------- | ------- | ------ | --------- | ------------- | --------------- | ---------------------- | --------------------------------- | ----------------- |
| Decauville N° 4  | Um 1880 | B n2t  | 500 mm    | 3,5 t         | 4,5 t           | Glacerie de Cirey N° 1 | Cie St. Gobain, Cirey-sur-Vezouze | [ 2 ] [ 3 ] [ 4 ] |
| Decauville N° 19 | Um 1882 | B n2t  | 500 mm    | 5 t           | 6 t             | Glacerie de Cirey N° 2 | Cie St. Gobain, Cirey-sur-Vezouze | [ 2 ] [ 3 ] [ 4 ] |